# Клод Руссель
Клод Руссель (фр. Claude Roussel; 6 липня 1930, Едмундстон, Нью-Брансвік, Канада — 28 травня 2025, Монктон) — канадський скульптор, художник і педагог.

## Біографія
Народився 6 липня 1930 року в Едмундстоні, Нью-Брансвік, Канада. У 10 років зайнявся скульптурою з дерева. У 14 років його художні здібності помітив Поль Кармель Лапорт, коли Руссель показав свою дошку «Форель» (1944), створену лише за допомогою напилка та власних інтуїтивних знань. За наставництвом Лапорта Руссель удосконалив свої техніки різьблення по дереву та і 1947 року показав свої ранні роботи на першій персональній виставці, в рік закінчення середньої школи в Едмундстоні.
З 1950 по 1956 рік навчався під керівництвом професорів мистецтв у Школі красних мистецтв Монреаля у Квебеку, Канада, яку закінчив, здобувши диплом професора малювання 1955 року та диплом зі скульптури 1956 року. Під час навчання квебекські художні рухи «Повної відмови» й «Автоматисти» вплинули на Русселя, який не лише захоплювався ними, а й практикував їхні виразні форми мистецтва у власній творчості, використовуючи сміливі кольори й абстрактні форми. 1961 року отримав стипендію від Канадської ради мистецтв для вивчення важливих творів мистецтва Європи, зокрема архітектурних оздоблень Англії, Франції, Італії та Іспанії.

## Кар'єра
Після завершення навчання повернувся до рідного міста, де став першим професійним художником, який викладав через мистецтво в системі державних шкіл провінції Нью-Брансвік. З 1959 по 1961 рік працював у Художній галереї Бівербрук у Фредериктоні, ставши першим франкомовним художником, який обійняв посаду куратора. Під час публічного оголошення про своє призначення лорд Бівербрук заявив: «Я думаю, що молодий Руссель забезпечить галереї важливий зв'язок з акадійською культурою цього регіону та водночас надасть нашим франко-канадським митцям справжнє відчуття приналежності».
1963 року, на запрошення Клемана Корм'є, віцеканцлера та засновника Монктонського університету та зі спеціальним грантом від Канадської ради мистецтв, Руссель став першим художником-резидентом, якому доручили розробити навчальну програму з образотворчого мистецтва. Був директором-засновником кафедри образотворчого мистецтва університету й обіймав цю посаду з 1963 по 1971 рік, а потім знову з 1976 по 1979 рік. Став директором-засновником Художньої галереї університету з 1964 по 1967 рік, 1964 року організувавши виставку канадських майстрів — Бордуа, Пеллана, Ріопеля та Дюмушеля — та перші дві великі виставки робіт акадійських художників, «Вибір 65» та «Вибір 67». 1992 року пішов у відставку з посади професора після 29 років роботи.
Був членом Фонду морської освіти та Меморіального фонду Джека Чемберса. Був головою Фонду придбання Луїзи та Рубена-Коена для Художньої галереї Університету Монктона до 1991 року. З 1971 по 1976 рік був президентом-засновником Канадського представництва художників, що представляло Нью-Брансвік.

## Смерть
Помер у Монктоні 28 травня 2025 року у 94 роки.

## Визначні твори мистецтва
Роботи Русселя були представлені на понад 200 персональних і групових виставках у Канаді та за кордоном. Його роботи можна знайти в багатьох країнах, але особливо у східних провінціях Канади. Руссель створив понад 60 монументальних та громадських скульптур, зокрема
- Бобри, 1959, вапняк, Офіцерська площа, Фредеріктон, Нью-Брансвік (подаровано лорду Бівербруку урядом Нью-Брансвіка з нагоди його 80-річчя)
- Пам'ятник рибалкам, 1959—1969, вапняк, пам'ятник катастрофи Ескумінак, провінційна історична пам'ятка, Нью-Брансвік
- Ерос, 1971, зварна сталь Кортен, Університет де Монктон, Монктон, Нью-Брансвік
- Прогресія, 1972, скловолокно, мерія Сент-Джона, Нью-Брансвік
- Атлантика, 1976, сталь й епоксидна смола, Літні Олімпійські ігри XXI, місто Кінгстон, Онтаріо
- Brûlez et détruisez tout, 1986, поліефірна паста, Національне історичне місце Гран-Пре, Нова Шотландія
- Діна Болтс, 1988, XXIV Літній Олімпійський сад скульптур, Сеул, Південна Корея[13]
- Пам'ятник Перу Клеман Корм'є, 1990, бронзове лиття, Університет де Монктон, Монктон, Нью-Брансвік
- Монумент Монктон 100, 1990, бронза, сталь і граніт, Монктон, Нью-Брансвік
- Перехід 2000, 1999, зварні латунні та мідні вироби, Фінансова співпраця UNI, Монктон, Нью-Брансвік
- Пам'ятник Mère Марії Леонії Параді, 2004, бронзове лиття, Мемрамкук, Нью-Брансвік
- Inspire-Action, 2017, зварена сталь, місто Дьєпп, Нью-Брансвік

## Галерея

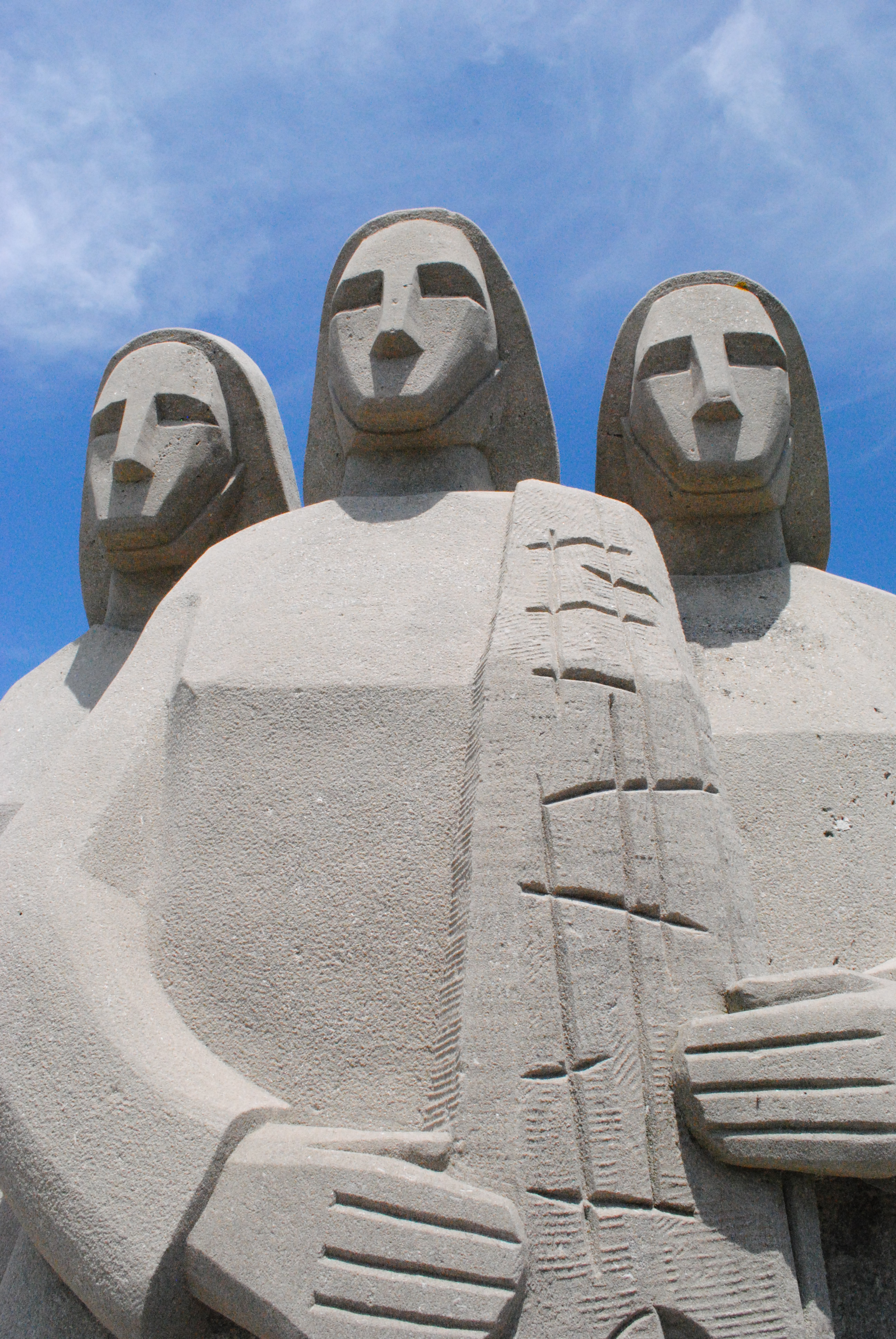
Пам'ятник рибалкам, 1959–1969 (крупний план)
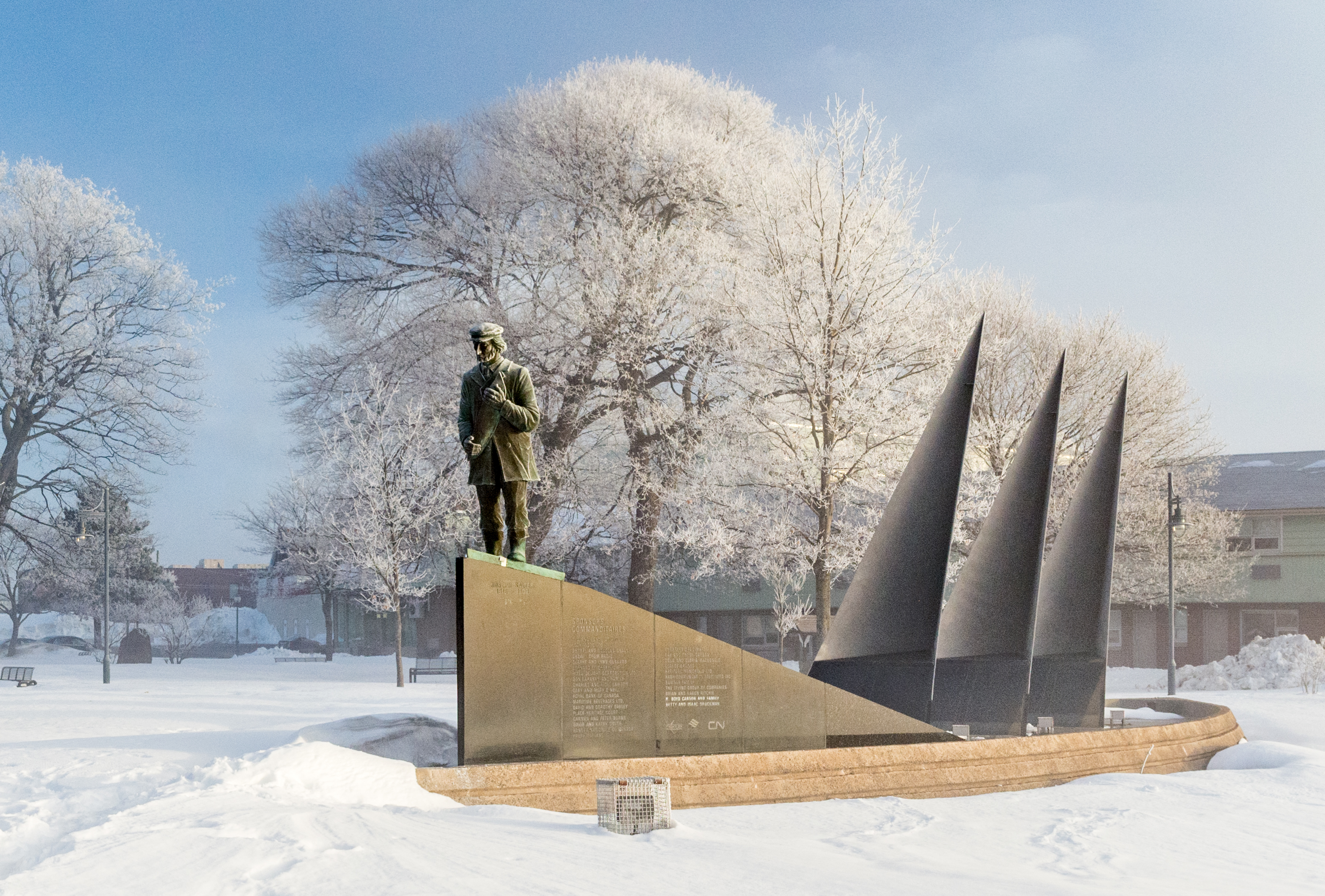
Монумент Монктона 100, 1990
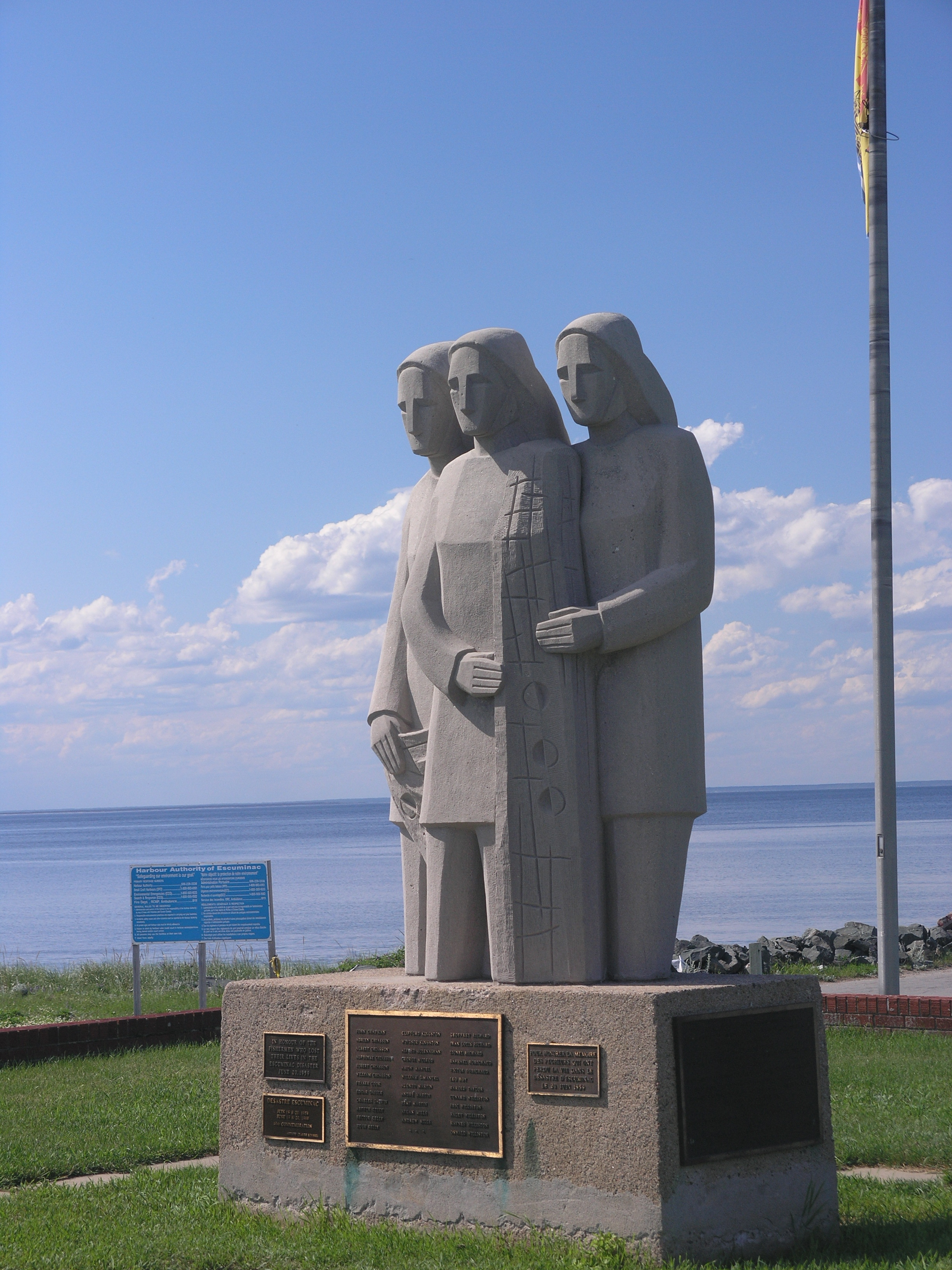
Пам'ятник рибалкам, 1959–1969
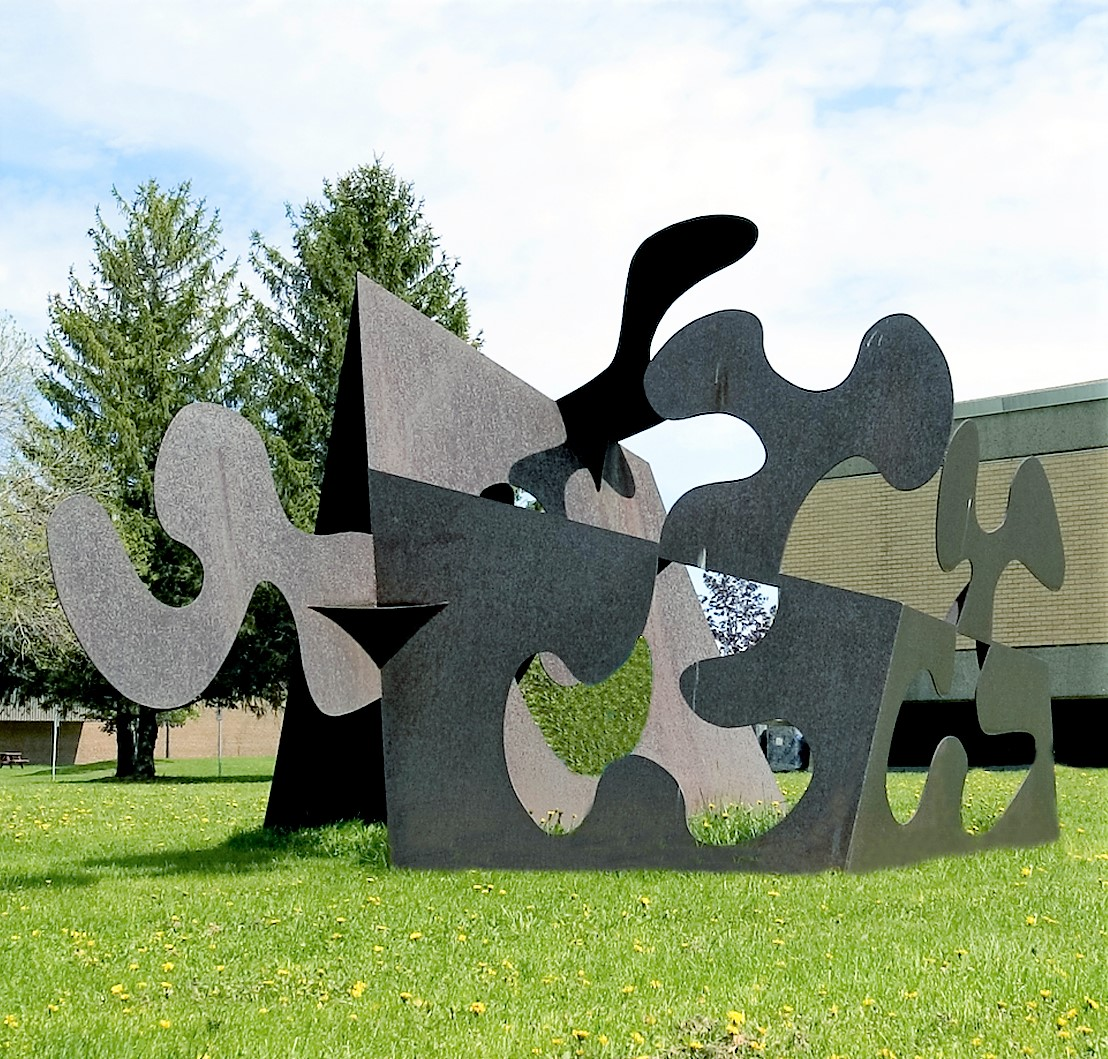
Ерос, 1971

## Нагороди та почесні звання
- 1964: Медаль за досягнення у сфері мистецтв Королівського архітектурного інституту Канади
- 1967: Медаль до сторіччя
- 1972: Лицар Ордена Плеяди
- 1976: Олімпійський симпозіум
- 1977: Срібна ювілейна медаль королеви Єлизавети II
- 1982: Медаль Ордена Плеяди
- 1984: Орден Канади
- 1989: Перший приз на виставці Меріон Маккейн, Художня галерея Бівербрук, Фредеріктон
- 1992: медаль 125-та річниця Конфедерації Канади
- 2002: Орден Нью-Брансвіка[14]
- 2005: Нагорода віцегубернатора за високі досягнення в галузі мистецтва